# Prowincja Triest
Prowincja Triest (wł. Provincia di Trieste) – prowincja we Włoszech. 
Nadrzędną jednostką podziału administracyjnego jest region (tu: Friuli-Wenecja Julijska), a podrzędną jest gmina.
Działała do 30 września 2017.
Liczba gmin w prowincji: 6.